# Arbeitsgericht Swinemünde
Das Arbeitsgericht Swinemünde war ein Gericht der Arbeitsgerichtsbarkeit mit Sitz in Swinemünde.

## Geschichte
Gemäß Arbeitsgerichtsgesetz vom 23. Dezember 1926 wurden in Deutschland Arbeitsgerichte gebildet. Diese waren nur in der ersten Instanz organisatorisch selbstständige Gerichte, die Landesarbeitsgerichte waren den Landgerichten zugeordnet. Am Landgericht Stettin entstand so 1927 das Landesarbeitsgericht Stettin als eines von zwei Landesarbeitsgerichten im Bezirk des Oberlandesgerichtes Stettin. In Swinemünde entstand das Arbeitsgericht Swinemünde. Sein Sprengel umfasste den Bezirke der Amtsgerichte Cammin, Swinemünde und Wollin. Es bestand jeweils eine Kammer für Arbeiter, für Angestellte und für Handwerk.
Nach sowjetischer Übergabe Swinemündes und des östlichen Teils Usedoms an Polen im Oktober 1945 wurden Deutsche meist vertrieben und die Geschichte des Arbeitsgerichts Swinemünde endete.